# Fortún Garcés I de Sobrarbe
Fortún Garcés I (¿?-¿?) fue el tercer rey del Reino de Sobrarbe en la actual provincia de Huesca, en Aragón en España.

Fortún Garcés I forma parte de los llamados siete reyes legendarios del Sobrarbe, siendo el tercero de ellos, muchos de los cuales lo son al mismo tiempo del reino de Pamplona. Reinó entre los años 802 y 815. Como en el caso de los otros reyes de Sobrarbe, especialmente en los cuatro primeros, no hay apenas datos sobre su existencia o fechas en que reinaron, por lo que se mezcla la historia con la leyenda. Supuestamente el condado estuvo bajo dominio del condado de Tolosa desde el año 806.
Aparece nombrado en la Crónica de San Juan de la Peña como sucesor de García Íñiguez:

E muerto el dito rey García Ennego, regnó depues de él, Fortunyo García, en el año de nuestro Senyor DCCCCIII; et en tiempo de aquesti rey murió el dito Aznar comte Daragon.